# José Rodríguez y Díaz de Lecea
José Rodríguez y Díaz de Lecea (Matanzas, Cuba, 2 de maig de 1894 – Madrid, 28 de novembre de 1967) va ser un militar i polític espanyol.

## Biografia
Va ingressar en l'Acadèmia d'Infanteria de Toledo en 1915 i pel juliol de 1918 tenia el grau de segon tinent. En 1919 fou destinat al Protectorat espanyol al Marroc, on el 1920 es va passar a l'arma d'aviació. Degut a la seva perícia com a pilot el 1921 fou nomenat professor de pilots d'avió a l'Escola de l'aeròdrom de Getafe. El 1923 fou ascendit a tinent i destinat a Melilla durant la Guerra del Rif, on el 1924 fou ascendit a capità i el 1926 a Comandant.
El 1935 fou designat Cap de l'Aviació Civil. El cop d'Estat del 18 de juliol de 1936 el va sorprendre al Marroc, on es va posar de part del bàndol nacional. Fou designat cap de la Regió Aèria del Centre i cap de les forces a Guadarrama.
Després de la guerra civil espanyola fou designat cap de la Zona Aèria del Marroc i el 1943 ascendit a general de brigada. El 1945 fou designat cap de la Zona Aèria de l'Estret i el 1948 fou ascendit a general de divisió. El 1957 fou ascendit a tinent general i nomenat ministre de l'Aire, càrrec que va ocupar entre febrer de 1957 i juliol de 1962, així com a procurador en Corts. El 1964 va passar a la reserva.

## Condecoracions
Entre altres condecoracions, ha rebut la Medalla del Mèrit Militar la Gran Creu de Sant Hermenegild, la Medalla Aèria, la Medalla Naval, la Gran Creu de Carles III i l'orde de Mehdania.